# Sea Dart (ЗРК)
Сий Дарт (на английски: Sea Dart, ['si: dɑ:rt], от англ. „Морски дротик“) е британски зенитно-ракетен комплекс за зонална ПВО. Разработен е от фирмата Hawker Siddeley Dynamics съвместно с ред подизпълнители и се произвежда от BAe Dynamics (от 2001 г. влиза в състава на концерна MBDA) от 1967 г.

## Разработка
Разработва се за замяната на зенитния ракетен комплекс Sea Slug. Концептуалната разработка е започната от фирмата Armstrong Whitworth през 1961 г. През 1963 г. разработката е предадена на компанията Hawker Siddeley Dynamics, в която се обозначава като проект CF.299 (на английски: project CF.299). Полетните изпитания започват през 1965 г., а през 1967 е дадена поръчката за серийното производство на ракетите. Всичко, програмата за разработване на „Сий Дарт“ струва на британската хазна приблизително 470 милиона у.ед. в доларов еквивалент по курса от 1979 г.

## Експлоатация
Експлоатацията му започва през 1973 г. на единствения британски разрушител от типа 82 – „Бристъл“ (HMS Bristol (D23)), на който е поставена една въртяща се релсова пускова установка с две направляващи и боекомплект от 22 ракети. Със зенитни ракети Sea Dart са въоръжени разрушителите от проекта „Type 42“ (1×2 ПУ, 20 – 22 ракети), включая два кораба, продадени на Аржентина. ЗРК влиза в състава на въоръжението на самолетоносачите от типа „Инвинсибъл“ (1×2 ПУ, 36 ракети). След модернизация в периода 1998 – 2000 г. ЗРК на самолетоносачите е демонтиран за увеличаване на полетната палуба и освобождаване на подпалубното пространство. След редица модернизации се планира, че комплексите ще бъдат на въоръжение във ВМС на Великобритания до 2020 г., когато разрушителите от типа 42 трябва да бъдат заместени от разрушителите от типа 45 със ЗУР Sea Viper.

## Задействани структури
В разработката и производството на ракетните комплекси и съпътстващото оборудване са задействани следните структури:
- Ракетният комплекс като цяло, сглобяване – Hawker Siddeley Dynamics;
- Ракетна пускова установка Mk 30 Mod 0/Mod 2, автоматично зареждащо устройство – Vickers Engineering;
- Твердогоривен ракетен ускорител – Imperial Chemical Industries Imperial Metal Industries Division;
- Правопоточен въздушнореактивен двигател Odin – Rolls-Royce Bristol Engine Division;
- Радиолокационни средства за откриване на целите – Marconi Radar Systems;
- Система за насочване – Marconi Space and Weapons Systems;
- Система за управление на полета, автопилот – Sperry Corporation, Sperry Gyroscope;
- Безконтактен датчик за целта и взривател – Electric & Musical Industries.

## Конструкция
Зенитната ракета „Sea Dart“ външно много прилича на намалена версия на американската RIM-8 Talos, което е обусловено от сходните конструктивни решения. Тя е изпълнена по двуступенна схема; стартова степен, осъществяваща ускоряването на ракетата до маршевата скорост, снабдена с твърдогоривен двигател и неподвижни стабилизатори с „Х“ образно разположение на конзолите. Маршевата степен е изпълнена по нормалната аеродинамическа схема и има правоточен въздушнореактивен двигател Odin, разработен от фирмата Bristol Siddeley Engines (през 1966 г. фирмата е продадена на Rolls-Royce Limited). Корпусът на двигателя е интегриран в корпуса на ракетата, въздухозаборникът, с централно тяло, се намира в носовата част. Маршевата скорост на ракетата е 2,5 М.
Запасът гориво на ракетата стига за 75 км чисто аеродинамичен полет, и за 150 км по частично-балистична траектория (само при модификацията Mod 2). За сметка на използването на правоточния двигател, ракетата поддържа тяга на протежение на цялата траектория – за разлика от бързо изгарящите ракети с твърдогоривни двигатели – и съхранява висока маневреност. Управлението в полет се осъществява с помощта на опашните рули на маршевата степен.
Бойната част на ракетата изначално е прътна, но в началото на 1980-те е заменена с осколочно-фугасна с инфрачервен детонатор. Теглото на бойната част съставлява 11 кг.
Насочването на „Sea Dart“ се изпълнява чрез полуактивна интерферометрична глава за самонасочване. Четирите антени (две двойки) в предната част на ракетата приемат отразеният от целта сигнал на радара Тип 909, монтиран на кораба-носител; ако ракетата не е насочена точно в целта, то сигналите, приемани от антените във всяка двойка се разсъгласуват, и автопилотът предава съответните команди на рулите. Ако сигналите постъпват съгласувано, това съответства на положение на целта право пред ракетата. Ракетният комплекс „Sea Dart“ обикновено включва два радара Тип 909, което позволява едновременно да се атакуват две цели.
За изстрелването на „Sea Dart“ се използва двурелсова пускова установка, презареждаща се от подпалубен контейнер. Вместимостта му е 18 ракети при разрушителите от типа 82 и 22 ракети на разрушителите тип 42; при това още определен брой ракети може да се съхранява в разглобен вид, но те се нуждаят от сглобяване преди подаването им в контейнера. Скорострелността на комплекса съставлява около един двуракетен залп на 30 секунди.

## На въоръжение
По състояние към 2010 г. състои на въоръжение на разрушителите от типа „42“, в състава на зенитния ракетен комплекс GWS 30 (на английски: Guided Weapon System), в британските и аржентинските ВМС.
Били са на въоръжение на извадените от флота британски разрушители тип „82“ („Бристъл“) и самолетоносачите от типа „Инвинсибъл“.

## Модификации
- Mod 0 – базовата версия от 1960-те, използвана в хода на Фолкландския конфликт. Далечина на полета не повече от 75 км.
- Mod 1 – подобрена версия, създадена според резултатите на Фолкландския конфликт в периода 1983 – 1986 г. ГСН на ракетата е модифицирана с цел подобряване на възможностите за поразяване на нисколетящи цели.
- Mod 2 – версия, създадена в периода 1989 – 1991 г., като част от програмата ADIMP (Air Defence IMProvement – подобряване на противовъздушната отбрана). Напълно е заменена с по-компактна електрониката; ракетата получава инерционен програмируем автопилот с канал за свръзка с носителя. Ракетата получава възможности, близки до тези на американската SM-2; вече по-голямата част от пътя „Sea Dart“ лети на автопилот, а полуактивното самонасочване се включва само близо до целта. За сметка на тази модификация:

— Се подобрява огневата производителност – пусковите установки могат да работят в максимален темп, пускайки ракетите на автопилот по посока на целите. Радарът Тип 909 се задейства едва за няколко секунди, когато поредната ракета приближава поредната цел.
— Удвоява радиуса на действие – автопилотът позволява да се изстрелват ракетите по по-енергетично изгодна траектория и да поразява цели на дистанции до 150 км.
— Повишава се устойчивостта към средствата за РЕБ – тъй като радарът Тип 909 вече не съпровожда целта непрекъснато, а се включва само за няколко секунди, системите за РЕБ на целта не успяват да определят режима на неговата работа и да поставят насочени смущения.
- Guardian – планирана през 1980-те наземна версия на „Sea Dart“, изстрелвана от контейнерна пускова установка. Не е приета на въоръжение. Също е разглеждана възможността за създаване на противоракета на базата на „Sea Dart“, снабдена с компактна ядрена бойна част и предназначена за унищожаване на балистичните ракети на противника.

## Бойно използване

### Фолкландска война
Към момента на започване на Фолкландския конфликт, ракетите „Сий Дарт“ съставляват основата на далечната противовъздушна отбрана на британските съединения. Комплексът изиграва съществена роля; неговото наличие принуждава аржентинската авиация да се откаже от атаки на голяма височина (където аржентинските свръхзвукови самолети биха имали преимущество над дозвуковите британски „Хариери“) и да осъществяват само атаки на ниски височини. Аржентинците, имащи този комплекс в състава на въоръжението на собствени кораби, са добре запознати с неговите възможности и не желаят да рискуват.
Всичко за времето на конфликта с помощта на този комплекс са свалени седем аржентински летателни апарата, и един британски е поразен от „приятелски огън“:
- На 9 май 1982 г., разрушителят „Ковънтри“ сваля с ракета аржентински вертолет „Aerospatale Puma“
- На 25 май 1982 г., аржентински щурмовик A-4C „Скайхок“ е свален с ракета отново на „Ковънтри“ северно от Пебл-Айлънд; след известно време още един самолет от този тип е свален от същия разрушител.
- На 26 май 1982 г., разрушителят „Ковънтри“ е потопен от аржентинската авиация, която го атакува на малки височини. Една ракета „Sea Dart“ е неприцелно изстреляна в опит да пропъдят аржентинците.
- На същия ден, самолетоносачът „Инвинсибъл“ изстрелва шест ракети „Sea Dart“ за по-малко от две минути против аржентинските ПКР „Exocet“, атакуващи контейнеровоза „MV Атлантик Конвейър“; нито една британска ракета не уцелва и контейнеровозът е изваден от строй.
- На 30 май 1982 г., разрушителят „Ексетър“ успешно атакува с ракети и сваля два аржентински A-4 „Скайхок“. Аржентинските самолети се движат на височина под 15 метра над водата, което теоретично, е даже под минималния ефективен таван на „Сий Дарт“, обаче това не попречва на тяхното прихващане.
- На 6 юни 1982 г., „Ексетър“ атакува с ракети два летящи на голяма височина аржентински наблюдателни самолета „Learjet 35A“, и сваля един от 12 000 метра.
- В същия ден, разрушителят „Кардиф“ изстрелва две ракети по цел, погрешно приета от него за аржентински транспортен самолет; това се оказва британския вертолет „Aerospatale Gazelle“
- На 13 юни 1982 г., аржентински бомбардировач „Канбера“, връщащ се след бомбардировка на британските позиции, е свален с ракета на разрушителя „Кардиф“ от височина 12 000 метра.

В крайна сметка, общо са изстреляни 26 ракети „Сий Дарт“; 18 от разрушителите Тип 42, 6 от самолетоносача „Инвинсибъл“ и 2 от ракетния крайцер/разрушител „Бристъл“. От пет ракети, пуснати по летящи на голяма височина цели, успешно се справят пет – обаче от деветнадесет ракети, изстреляни против нисколетящи цели, само две свалят целта (още две ракети са изстреляни неприцелно).

### Война в Персийския залив
По време на войната в Персийския залив, през февруари 1991 г., с ракета „Sea Dart“ е осъществено първото потвърдено прихващане в бойна обстановка на неприятелска противокорабна ракета. Ракета SY-1 „Силкуорм“ е изстреляна от брегова пускова установка по линкора „Мисури“ (USS Missouri (BB-63)), обстрелващ иракските войски на крайбрежието. Съпровождащият линкора британски разрушител „Глостър“ обстрелва ракетата 90 секунди след пуска ѝ, със „Sea Dart“ по опашката на летящата ПКР и я сваля във въздуха.

## Тактико-технически характеристики
| ТТХ                                                         | Sea Dart                                           |
| Година на приемане на въоръжение                            | 1973                                               |
| Дължина с ускорителя, м                                     | 4,4                                                |
| Размах на рулите, м                                         | 0,915                                              |
| Диаметър, м                                                 | 0,42                                               |
| Маса                                                        | 545 кг (1200 фунта)                                |
| Скорост на полета, М                                        | 2,5 – 3                                            |
| Далечина на пуска, км                                       | 75                                                 |
| Височина на поражаемите цели * минимална, м * максимална, м | 30 18 300                                          |
| Двигател                                                    | стартов РДТГ маршев ПВРД                           |
| Бойна част                                                  | осколочно-фугасна (23 кг/50 фунта)                 |
| Система за управление                                       | полуактивна радиолокационна глава за самонасочване |

## Коментари
1. ↑  Буквите показват принадлежността към определен класː ВВ – линкор, СС, CL, СА – съответно линеен, лек или тежък крайцер, CV – самолетоносач, DD – разрушител, SS – подводница и т.н.
2. ↑  Насочената срещу линкора ракета прелетява до разрушителя.